# ナデジダ・グラチョーワ

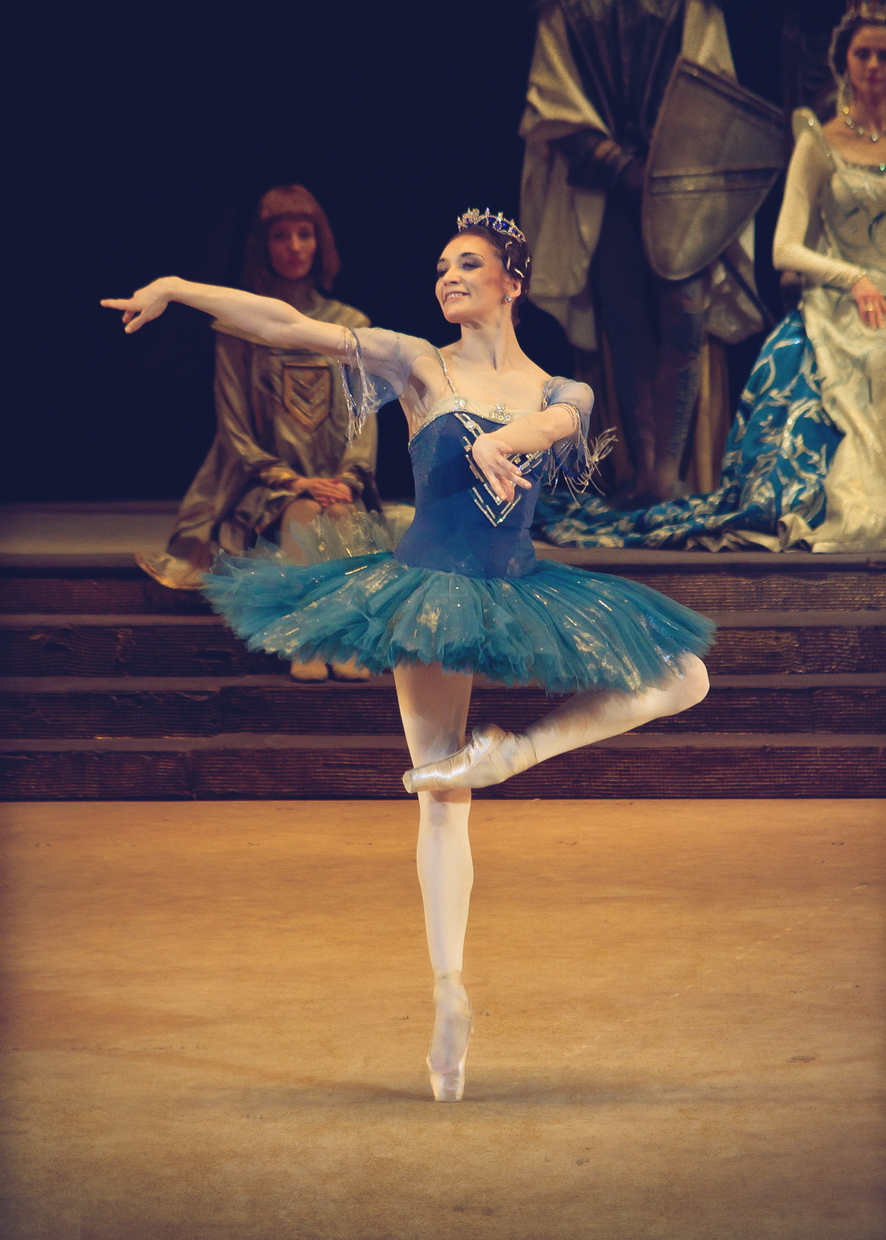
『ライモンダ』を踊るグラチョーワ、2010年5月。

ナデジダ・アレクサンドロヴナ・グラチョーワ（ロシア語: Наде́жда Алекса́ндровна Грачёва, ラテン文字転写: Nadezhda Aleksandrovna Gracheva, 1969年12月20日 - ）は、旧ソ連・カザフ共和国生まれのバレリーナ。ロシア・ボリショイ・バレエ団のプリマ・バレリーナ。

## 経歴
セミパラチンスク生まれ。1979年にアルマトイのバレエ学校に入学し、在学中の1985年にヴァルナ国際バレエコンクールで銀賞を受賞。翌年モスクワ・バレエ学校に移り、卒業後の1987年にボリショイ・バレエに入団する。早くから頭角を表し、『白鳥の湖』『バヤデルカ』『眠れる森の美女』など、しなやかでスケールの大きな踊りで注目され、ガリーナ・ステパネンコ、インナ・ペトロワとともに、｢三人娘｣と呼ばれた。その後、往年の名プリマ・ガリーナ・ウラノワの指導を受けたことで、叙情的な表現にも磨きをかけ、現在は演技派バレリーナとしても高い評価を受けている。
レパートリーは上記の他に、『ロメオとジュリエット』のジュリエット、『ドン・キホーテ』のキトリ、『スパルタクス』（ユーリー・グリゴローヴィチ振付）のエギナ、『石の花』の銅山の女王など。
2011年に第一線を退き、ボリショイ・バレエ団のコーチに就任した。